# Sass Rigais
Der Sass Rigais (ladinisch Sas Rigais) ist ein Berg in der Geislergruppe in den Südtiroler Dolomiten. Aufgrund seiner wuchtigen Form gilt er als Hauptgipfel der Geislerspitzen und ist mit einer Höhe von 3025 m zusammen mit der benachbarten Furchetta ihr höchster Gipfel.

## Lage und Umgebung
Der Sass Rigais befindet sich im Zentrum der Geislerspitzen, die einen Teil des Bergkamms zwischen Gröden im Süden und dem Villnößtal im Norden bilden und im Naturpark Puez-Geisler unter Schutz gestellt sind. Im Westen wird er durch die Mittagsscharte (2597 m) vom Sas de Mesdì (2762 m) getrennt, im Osten durch das Wasserrinnental (Val dla Saliëries) und die Saliëries-Scharte vom Torkofel (2970 m) und von der Furchetta (3025 m) abgegrenzt.

## Alpinismus

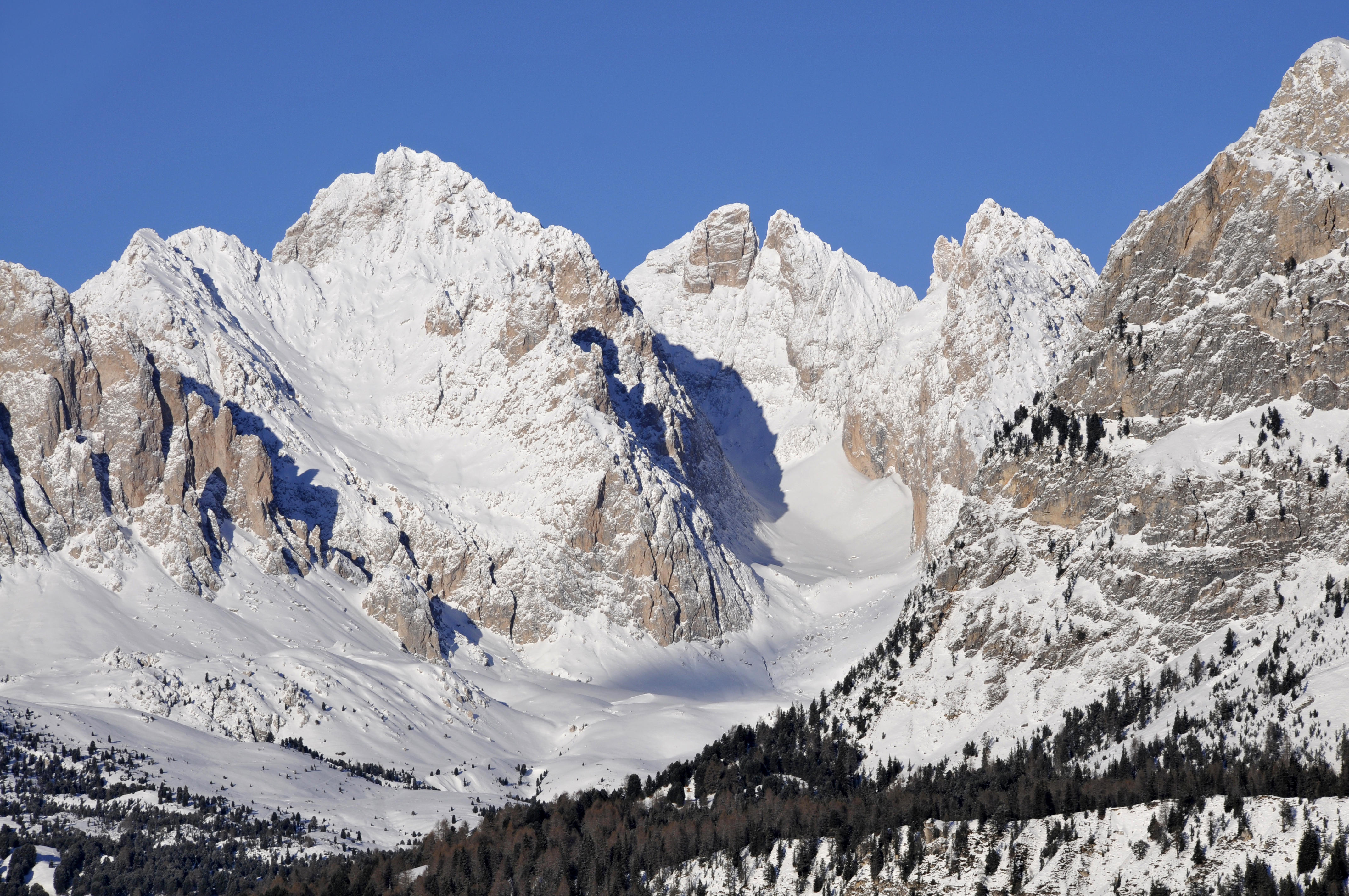
Der winterliche Sass Rigais links im Bild, rechts daneben – durch das Wasserrinnental getrennt – der Doppelgipfel der Furchetta und der Torkofel

Die touristische Erstbesteigung des Sass Rigais gelang am 4. Juli 1878 Giorgio und Giovanni Bernard, Bruno Wagner und Eduard Niglutsch über die Westseite; der Ostgrat wurde am 13. September 1888 von Heinrich Heß, Robert Hans Schmitt und Karl Schulz bezwungen. 1890 gelang Johann Santner eine Winterbesteigung. Die Nordwestwand, die fast senkrecht Richtung Villnöß abfällt wurde 1901 von Viktor Wolf von Glanvell und Günther von Saar erstmals durchstiegen.
Der Gipfel des Sass Rigais ist heute durch zwei Klettersteige erschlossen. Der eine Klettersteig, der in seinen Ursprüngen in das frühe 20. Jahrhundert zurückreicht, startet an der Mittagsscharte, die von St. Christina aus über den Col Raiser und die Regensburger Hütte, aber auch von Villnößer Seite aus erreicht werden kann. Von hier führt er über die große Südwestflanke zum Gipfelkreuz. Der andere, als etwas schwieriger eingestufte Klettersteig beginnt an der Saliëries-Scharte am oberen Ende des Wasserrinnentals und durchzieht die Ostflanke des Bergs.

## Etymologie
Sas ist das ladinische Wort für Fels, die Herkunft von Rigais liegt allerdings im Dunkeln. Volksetymologisch wird das Wort gerne als Verballhornung des deutschen Rehgeiß gedeutet, da alte Grödner erzählen, unter den Felsen des Berges seien früher viele Setzplätze von Rehen gewesen. Eine andere Theorie bringt Rigais mit dem altladinischen Wort reguz in Zusammenhang, das so viel wie „senkrechte Geländefalte“ bedeutet und sich demnach auf die große Falte an der Nordwand beziehen soll.

## Trivia
Reinhold Messner kletterte im Alter von fünf Jahren diesen Berg nach eigener Aussage als seinen allerersten Dreitausender.